# David Forde
David Forde (Galway, Írország, 1979. december 20. –) ír labdarúgó, aki jelenleg a Millwallban játszik kapusként. Az ír válogatott tagjaként ott volt a 2012-es Európa-bajnokságon.

## Pályafutása

### Kezdeti évek
Forde 1999-ben kezdte meg profi karrierjét szülővárosa csapatánál, a Galway Unitednél. 1999. szeptember 3-án debütált az első csapatnál. Jó teljesítményének köszönhetően fel figyelt rá a walesi Barry Town, majd 2001-ben le is igazolta. 2002 februárjában a Portsmouth ajánlatát elutasítva 75 ezer fontért a West Ham Unitedhez szerződött. A Barry Town akkori menedzsere, Kenny Brown ajánlotta őt a londoniak figyelmébe. Brown korábban maga is játszott a West Hamben.
A Kalapácsosoknál Forde-nak az angol válogatott akkori első számú kapusával, David Jamesszel kellett volna megküzdenie a csapatba kerülését. Reményei véglegesen Raimond van der Gouw leigazolásával szálltak el. 2003-ban a Derry Cityben és a Barnetben is megfordult. 2004-ben végleg elhagyta a West Hamet, visszament nevelőegyesületéhez, a Galway Unitedhez. Ezután a Derry Cityhez került, ahol korábban járt már kölcsönben. Két szezont töltött ott, ezalatt két bajnoki ezüstérmet és egy kupát nyert.

### Cardiff City
2006. december 5-én az angol másodosztályban szereplő Cardiff City ingyen leigazolta, miután lejárt a szerződése a Derry Citynél. Miután aláírta két évre szóló kontraktusát úgy fogalmazott, hogy egy álma vált valóra azzal, hogy visszatérhetett Walesbe. Neil Alexanderrel kellett megküzdenie a csapatba kerülésért. Remélte, ha sikerül Alexander elé kerülnie a ranglétrán, az ír válogatottba is meghívják. A 2006/07-es szezon végén kapott némi játéklehetőséget, miután Neil Alexandert a szerződésével kapcsolatos viták miatt száműzték az első csapattól.
Alexander az idény végén távozott is a Cardifftól, Forde mellett Michael Oakes és Ross Turnbull is szerette volna megszerezni az egyes számú mezt. Forde azonban nem kapott lehetőséget a bizonyításra a következő idény elején, 2007 augusztusában egy hónapra kölcsönadták a Luton Townnak. Ott öt bajnokin és egy Ligakupa-mérkőzésen kapott lehetőséget. Visszatérése után Cardiffban Michael Oakes, Ross Turnbull, Kasper Schmeichel és Peter Enckelman is előtte volt a rangsorban, így esélye sem volt játszani.
2008. január 22-én szerette volna kölcsönvenni a Bournemouth, de a csapat pénzügyi gondjai miatt a transzfer meghiúsult. Néhány nappal később a skót Dundee United is megpróbálta kölcsönvenni, de ez az üzlet sem jöhetett létre, mivel egy éven belül egy játékos nem szerepelhet három különböző országban. A Bournemouth eközben rendezte problémáit, így mégis kölcsönvehette. Eredetileg csak egy hétig szerepelt volna a csapatnál, de végül a szezon végéig meghosszabbították a szerződését. Visszatérése után a Cardiff City ingyen megvált tőle.

### Millwall
Forde 2008. június 5-én kétéves szerződést kötött a Millwall-lal. A szezon első meccsén, az Oldham Athletic ellen már be is mutatkozhatott. 2008. augusztus 30-án, a Huddersfield Town ellen kivédett egy büntetőt a mérkőzés végén, ezzel a Millwall megszerezte első hazai győzelmét az idény során (2-1). Csapata az évad végén bejutott a Championshipbe való feljutásért vívott rájátszásba. Az elődöntőben Forde szintén kivédett egy büntetőt, ezúttal a Leeds United ellen, a londoniak be is jutottak a döntőbe, de ott kikaptak. A szezon során Forde a rájátszás mérkőzéseit is beleszámolva mind a 49 bajnokin pályán volt. Közvetlen stílusa miatt hamar a szurkolók kedvencévé vált.
A 2009/10-es szezonban is alapembere volt a Millwallnak, mely ismét bejutott a rájátszás döntőjébe, és ezúttal nyert is. 2010. augusztus 14-én lejátszotta 100. mérkőzését a csapatban, két évvel és öt nappal bemutatkozása után.

## Válogatott
Forde-ról gyakran tévesen azt gondolják, hogy korábban szerepelt az U21-es walesi válogatottban. Egyesek azt állítják, hogy egyik nagyanyja walesi volt, de a játékos mindkét pletykát számtalanszor tagadta. Valószínűleg a Barry Townnál töltött idejében kapott szárnyra ez a szóbeszéd.
Az ír válogatottba 2011. március 13-án kapott először behívót, miután első szezonjában húsz alkalommal védte meg a góltól a Millwall kapuját. Az írek Macedóniával és Uruguay ellen játszottak barátságos meccset, ekkor még nem kapott játéklehetőséget. 2011. május 24-én, Észak-Írország ellen debütált. Csereként váltotta Shay Givent és nem kapott gólt.
Június 7-én, egy Olaszország elleni barátságos meccsen is lehetőséget kapott, és ezúttal sem kapott gólt. Bekerült az ír válogatott 2012-es Eb-re utazó keretébe is, de a tornán végig Shay Given védett.

## Sikerei, díjai

### Klubcsapatban

#### Derry City
- Ír kupagyőztes: 2006
- Ír ligakupagyőztes: 2005, 2006

## Fordítás
- Ez a szócikk részben vagy egészben  a   David Forde (footballer) című angol Wikipédia-szócikk fordításán alapul.  Az eredeti cikk szerkesztőit annak laptörténete sorolja fel. Ez a jelzés csupán a megfogalmazás eredetét és a szerzői jogokat jelzi, nem szolgál a cikkben szereplő információk forrásmegjelöléseként.

## Külső hivatkozások
- David Forde pályafutásának statisztikái a Soccerbase oldalon (angolul)

- David Forde adatlapja a Millwall honlapján